# Goudiry
Goudiry – miasto w Senegalu, w regionie Tambacounda.